# Millay (inslagkrater)
Millay is een inslagkrater op de planeet Venus. Millay werd in 1991 genoemd naar de Amerikaanse dichteres Edna St. Vincent Millay (1892-1950).
De krater heeft een diameter van 48 kilometer en bevindt zich in het quadrangle Niobe Planitia (V-23) in de laagvlakte Niobe Planitia.